# Радковица
Радковица (на македонска литературна норма: Ратковица) е бивше село, разположено на територията на Община Пробищип, в източната част на Република Македония.

## География
Селото е било разположено в югозападните склонове на планината Пониква, в близост до Радкова скала, югоизточно от Зеленград и североизточно от Щалковица, на надморска височина от 900 – 1000 m.

## История
В XIX век Радковица е чисто българско село в Кратовска кааза на Османската империя. Според статистиката на Васил Кънчов („Македония. Етнография и статистика“) от 1900 година Радковица има 50 жители, всички българи християни.
В началото на XX век населението на Радковица е под върховенството на Българската екзархия. По данни на секретаря на Екзархията Димитър Мишев („La Macédoine et sa Population Chrétienne“) в 1905 година в Ратковица (Ratkovitza) има 48 българи екзархисти.
Преди 1912 година селото е турски чифлик, закупен впоследствие от двама власи. През 20-те години на ХХ век местните жители откупуват селото от новите собственици, но сделката е развалена от сърбоманския войвода Мино Станков, който си присвоява селото с неговите пасища.

## Личности
Родени в Радковица
- Тодор Монев, български революционер, четник на Дончо Ангелов в 1914 година[4]